# غوزمان إل بوينو (محطة مترو أنفاق مدريد)
غوزمان إل بوينو (بالإسبانية: Guzmán el Bueno)‏ هي محطة مترو أنفاق في مدريد في إسبانيا، تقع على الخط رقم 6,7,9.